# Anselm der Jüngere (Nagoldgau)

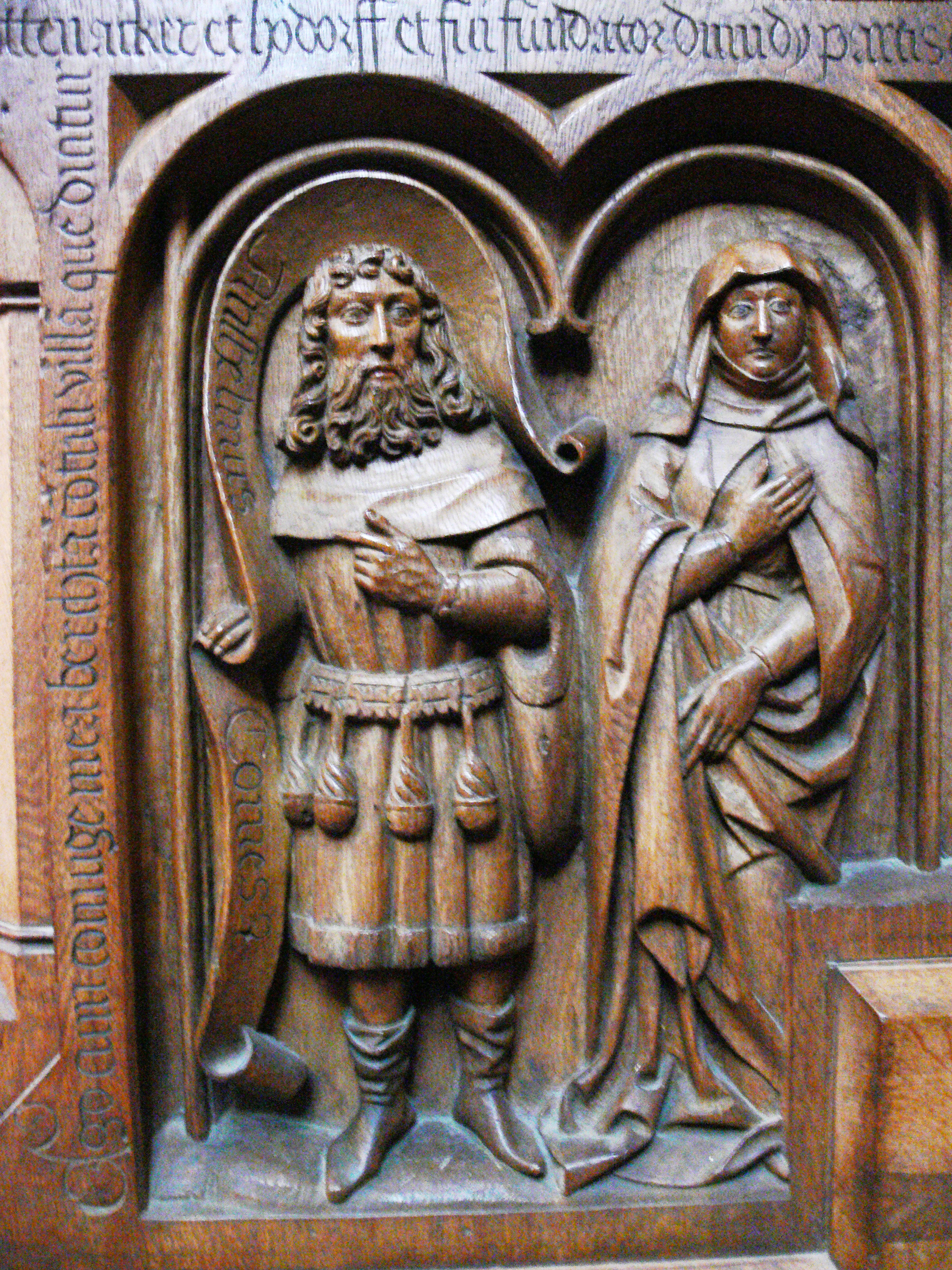
Stifterrelief von Anselm von Tübingen, Graf im Nagoldgau, und seiner Gemahlin Bertha

Anselm der Jüngere, Graf im Nagoldgau († 25. Dezember um 1087) war ein Verwandter der Pfalzgrafen von Tübingen und einer der Stifter des Klosters Blaubeuren.

## Familie
Er war verheiratet mit Bertha oder Berchta († 26. Dezember), die ihren Gemahl wohl nicht oder nur um einen Tag überlebt hat, da sie nach dessen Tod in der Geschichte der Klosterstiftung von Blaubeuren nicht mehr erwähnt wird. Sie hatten die Kinder Heinrich († 28. Februar 1103) und Hugo († um 1103).
Es wird angenommen, dass die Grafschaft, die das Haus Tübingen um diese Zeit besaß, unter zwei Brüder geteilt war. Anselm erhielt den Nagoldgau, Hugo erhielt die unteren Bezirke Ammertal und Schönbuch,  während dem dritten Bruder Sigibot die Allodialbesitzungen, besonders in der Gegend von Blaubeuren, zugefallen waren.